# ليو باي

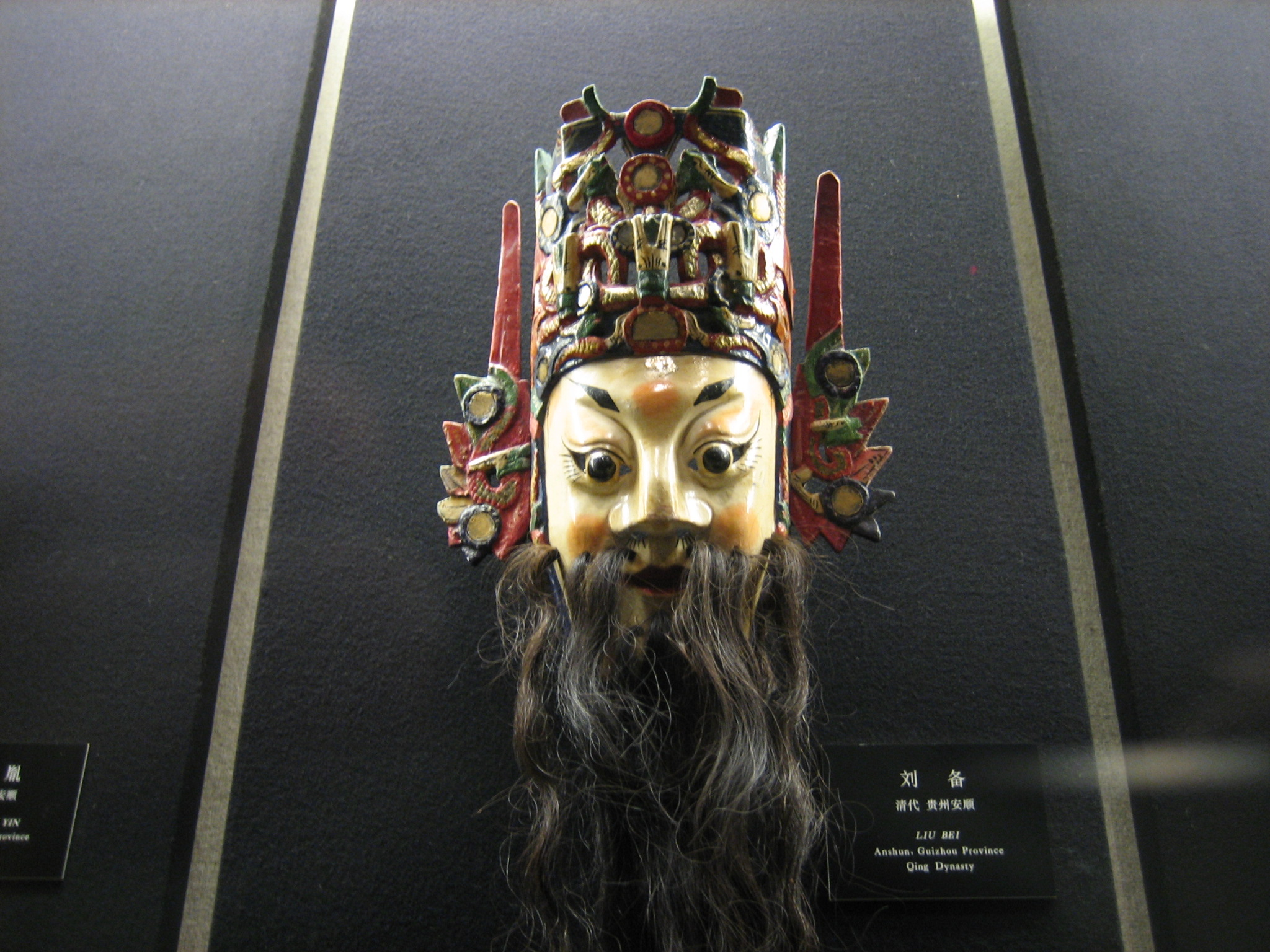
قناع ليو باي

ليو باي (161 - 223) (بالصينية: 劉備)، المعروف أيضاً باسم شوانتيه، كان محارباً قوياً، وكان الإمبراطور المؤسس لمملكة شو أثناء عصر الممالك الثلاث في الصين القديمة. كان من طبقة العامة وبرز تدريجياً أثناء الحرب الأهلية، وقد كان هدفه هو إرجاع عرش الإمبراطور هان ومن ثم إرجاع السلام والاسقرار إلى الإمبراطورية مرة أخرى.
في عام 214، وباستعمال إستراتيجية مستشاره الرئيسي جوكيه ليانغ، فتح ليو باي منطقة ييجو (益州)، والتي تمثل في الوقت الراهن سوتشوان وكويجو، واستطاع أخيراً تأسيس مملكته. في عام 221، أعلن ليو باي نفسه إمبراطوراً (في مدينة تشينغ تو حالياً) في محاولة لمواصلة نسب سلالة الهان. خلفه ليو شان الذي استسلم في النهاية لمملكة واي في عام 263.
ولد ليو باي في محافظة هيباي. بدأ حياته كصانع للأحذية وحائك للحصران، وقد كان ضد نهضة أصحاب العمامات الصفراء. قاتل في كافة مناطق الصين حتى أصبح الإمبراطور الأول لشو. عرف ليو باي بولائه لأصدقائه واحترامه للمواهب. قابل كوان يو وجانغ فاي في حديقة الخوخ وأقسموا على دمج قوتهم وجهودهم لإعادة السلام والنظام للبلاد. تقول رواية رومانسية الممالك الثلاث أيضاً بأنه قام بثلاث زيارات لبيت جوكيه ليانغ، والذي يقال عنه بأنه أحد أكثر الرجال دهاء في التاريخ. بعد إخلاص وإقناع ليو باي له، تخلى جوكيه ليانغ عن وحدته، وأمضى بقية حياته مساعداً لحكّام مملكة شو.
في عام 208، تبنّى ليو باي اقتراح جوكيه ليانغ ونفّذ عملية عسكرية مشتركة مع مملكة وو ضدّ هجمات مملكة واي القويّة، وقد انتصر التحالف أخيراً. كما أن ليو باي احتل أرض واسعة تمثل في الوقت الحاضر محافظات سوتشوان وشآنشي، وهكذا عزّز نظام شو. بعد أن توج نفسه ملكاً لشو في عام 221، خرق معاهدة التحالف وأمر الجيش بمهاجمة مملكة وو بالقرب من نهر يانغتزيه، ولكن جيش شو خسر هذه المعركة. في طريقه للتراجع، توفي ليو باي في منطقة بايتيتشينغ، أو حالياً في مدينة تشونغ تشينغ.